# Papierverzug
Der Papierverzug ist das flächenmäßige Schrumpfen (auch Schrumpfung oder Papiereingang) oder Ausdehnen (auch Quellung oder Papierausgang) eines Blattes oder Bogens Papier. Am beschnittenen Bogen äußert sich das Schrumpfen und Quellen während des Feuchtigkeitsausgleichs als Tellern oder Wellen.
Zurückzuführen ist der Papierverzug auf die organische Zusammensetzung des Papiers und darauf, dass es sich bei Feuchtigkeitsschwankungen in der physikalischen und chemischen Beschaffenheit verändert. So nimmt Papier bei einer bestimmten Luftfeuchtigkeit und Temperatur, abhängig von der Beschaffenheit der Faser, ein festes Quantum Wasser aus der Luft auf. Licht verändert ebenfalls im Laufe der Zeit die chemische Zusammensetzung und damit die Wasseraufnahmecharakteristik des Papiers.
Im allgemeinen Gebrauch des Fertigproduktes (Bücher, Zeitungen, Fotopapier) spielt der Papierverzug keine wesentliche Rolle. Wichtig ist er aber, wenn das Papier verarbeitet wird oder als Zeichenträger maßgenaue Darstellungen aufnehmen muss oder ungeeigneten, extremen Umwelteinflüssen ausgesetzt wird. Dann ist der Papierverzug oftmals Ursache für Verarbeitungs- und Lagerungsschwierigkeiten. Bei maßgenauen Darstellungen (z. B. Kartografieunterlagen) kann der Papierverzug zur Unbrauchbarkeit der Darstellung führen.
Der aufgetretene Papierverzug lässt sich berechnen, wenn man zum Zeitpunkt der Erstellung der Zeichnung genau bekannte Vergleichsstrecken anbringt (möglichst in Richtung der Längs- und Querausdehnung des Blattes), z. B. Maßstabsleisten oder Gitterkreuze. Durch Nachmessung dieser Strecken und Berechnung erhält man je einen Faktor, der Längs- und Querverzug des Papiers angibt. Zu beachten ist der Papierverzug auch beim Scannen, dort lässt er sich digital am Scan korrigieren.
Für weniger genaue Darstellungen kann der Papierverzug abgeschätzt werden, sofern Laufrichtung und Faserart bekannt sind. Das Verhältnis der Längs- und Querquellung der Fasern beträgt ca. 1:3.
Um Papierverzug zu vermeiden, verarbeitet man Papiere für maßhaltige Zeichenträger zusammen mit anderen Materialien. Es ist üblich, Kunststoff- oder Metallfolien mit Papieren zu kombinieren, z. B. bei kaschiertem Zeichenkarton, kaschiertem Filmmaterial, papierbeschichtetem Glas, Polymerfolie usw.